# Alain Basso
Pour les articles homonymes, voir Basso.
Alain Basso est un compositeur français né en 1963.

## Biographie
Il étudie l'électroacoustique au Studio Collectif & Cie à Annecy et la composition au Conservatoire de Genève avec Éric Gaudibert. Dès ses premières pièces on peut percevoir un intérêt pour le timbre ("Araignée", "Lacrima", "Altitude"), le grain sonore ("Amor", "Stretto", "Loure"), les sensations de puissance ("Aérien", "Adorable") et la sauvagerie primitive ("AMX", "Attaca"), aspects qu'il trouve essentiels dans les œuvres de Gérard Grisey et Heinz Holliger.
Marqué très tôt par le chant grégorien, Béla Bartók, Olivier Messiaen et Edgard Varèse, c'est dans l'énergie de certains pans de la musique rock qu'il explore le son avec le groupe Denier du Culte, oscillant entre le style tribal de leur homologue français Nox et les traitements auditifs sur magnétophone à bandes de la musique industrielle de Nurse With Wound. Cette expérience l'amène à la musique électroacoustique, puis à la musique écrite où il se passionne pour Karlheinz Stockhausen, György Ligeti, Iannis Xenakis et Giacinto Scelsi.
Parallèlement à son travail d'écriture, il développe des jeux interactifs avec le logiciel MaxMSP, qu'il a étudié à l'IRCAM (Paris), pour obtenir en temps réel les formes et les matières qu'il crée en studio. Il exploite ces outils dans les ensembles Phaeton Dernière Danse, entre vibrations synthétiques, clameur, tumulte et archaïsme, Sol III, symphonie des rumeurs du monde et KinetoGrave, dédié aux expérimentations électroniques, à la recherche en nouvelles lutheries informatiques et à l'improvisation.
Son intérêt pour les empreintes sonores, l'amène à participer aux projets de Terres d'Empreintes en tant que conseiller artistique pour la diffusion et l'édition, aux activités du Centre des Musiques Traditionnelles de la Région Rhône Alpes, dont il a été trésorier pendant 7 ans, et à insister sur l'écoute dans sa pédagogie de la musique concrète. Dans ses réalisations, il met en avant la dimension sensorielle des sons au point que "sa musique sollicite l'odorat".